# 大砲巻き
大砲巻き（たいほうまき）は、和菓子のひとつ。愛知県知多郡美浜町の名物で、国道247号沿い（河和駅と河和口駅の間）に大きな大砲巻きの店がある。あんまきと同じ材料だが外見が大きく異なる。長さは30cm前後あり、中身はこしあんで、皮は薄くバウムクーヘン状に巻かれている。大砲の砲身に似ていることから「大砲巻き」と名付けられた。
なお、熊本県天草地区にも同名の食品があるが和菓子ではなく、ちくわの中にコロッケの具を入れて揚げたもので、愛知県のものとは全く異なる。